# Medalla del Polo Sur

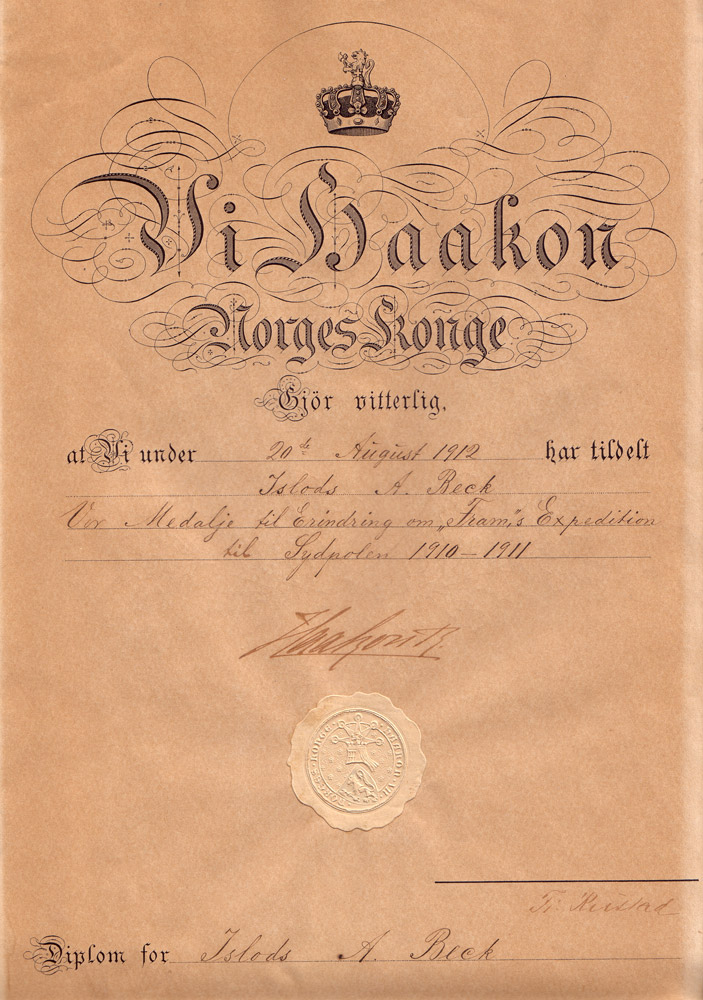
La medalla iba acompañada por un certificado. Este fue otorgado a Andreas Beck.

La Medalla del Polo Sur (en noruego: Sydpolsmedaljen) o Medalla en Conmemoración de la Expedición del Fram al Polo Sur en 1910–1911 (Medalje til erindring om «Frams» ekspedisjon til Sydpolen 1910–1911) es una medalla noruega instituida por Haakon VII de Noruega el 20 de agosto de 1912 para reconocer a los integrantes de la expedición de Roald Amundsen al Polo Sur. La medalla, diseñada por el grabador Ivar Throndsen, fue otorgada a los integrantes de la expedición el mismo día que se instituyó.

## Descripción
La Medalla del Polo Sur fue fundida en oro, plata y bronce, y otorgada en oro. El anverso, idéntico al de la Medalla al Mérito Real, ilustra al rey Haakon VII junto con su lema real (Alt for Norge, «Todo por Noruega»). El reverso muestra el hemisferio sur y la Cruz del Sur junto con un espacio para el nombre del galardonado y el año 1911. En la parte inferior se cruzan dos ramas de roble y laurel. La cinta de la medalla es azul, con una franja roja bordeada de blanco en el centro.
La medalla se entregaba junto con un certificado con un diseño idéntico al correspondiente a la Medalla al Mérito Real.

## Galardonados
La Medalla del Polo Sur fue otorgada a las personas enumeradas a continuación: